# Лю Даньгуй, Иаков

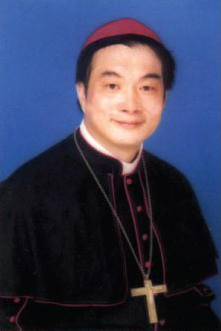
Иаков Лю Даньгуй

Иаков Лю Даньгуй (кит. трад. 劉丹桂, пиньинь Liú Dānguì, род.11 июня 1953) — католический прелат, епископ Синьчжу с 4 декабря 2004 года по 30 мая 2005 год.

## Биография
12 ноября 1981 года был рукоположён в сан священника.
18 мая 1999 года Римский папа Иоанн Павел II назначил Иакова Лю Даньгуя вспомогательным епископом архиепархии Тайбэя и титулярным епископом Аккии. 14 августа 1999 года состоялось рукоположение Иакова Лю Даньгуя в епископа, которое совершил архиепископ Иосиф Ди Ганн в сослужении с епископом Тайчжуна Иосифом Ван Юйжуном и епископом Цзяи Петром Лю Чжэнчжуном.
4 декабря 2004 года был назначен епископом Синьчжу. 
30 мая 2005 года вышел в отставку.